# Los vecinos de la casa de al lado
Los vecinos de la casa de al lado es un reality show español producido por Cuarzo Producciones para su emisión en Mediaset Infinity+. El programa, presentado por Iban García (Cristina Boscá en su primera edición), se estrenó el 29 de abril de 2024.
Una convivencia vigilada por cámaras en sus respectivos apartamentos, donde los protagonistas del reality se mostrarán tal y como son durante las 24 horas del día.

## Formato
Un grupo de famosos conviven en dos apartamentos con paredes de cristal, lo que permite que se puedan observar mutuamente las 24 horas del día. Estos apartamentos están separados por un jardín común que incluye un jacuzzi, el cual sólo pueden utilizar en momentos determinados. 
Los participantes que son expulsados por la audiencia son trasladados a un nuevo piso llamado trastero, alejado del vecindario, donde se enfrentarán cada semana a una nominación.
Durante el transcurso del concurso, otros participantes irán entrando al vecindario a ocupar el puesto que dejen libre los expulsados. Todos ellos deberán realizar pruebas y juegos que el programa indica. Además, cuentan con visitas del exterior para fiestas o retos.
Finalmente, quienes consigan salvarse de dichas nominaciones llegarán al momento de la unificación, donde volverán a convivir todos en el vecindario y las expulsiones serán definitivas. El ganador recibe un premio en metálico de 25.000 euros.

## Los vecinos de la casa de al lado(2024)
29 de abril de 2024 - 24 de julio de 2024 (86 días).
|                    | Procedencia | Edad | Conocido por ser…                | Duración     | Información             |
| ------------------ | ----------- | ---- | -------------------------------- | ------------ | ----------------------- |
| Mayka Rivera       | Murcia      | 32   | Participante de LIDLT 2          | 64 días      | Ganadora (63%)          |
| Julen de la Guerra | Madrid      | 27   | Tronista de MyHyV                | 58 días      | 2.º finalista (37%)     |
| Álvaro Boix        | Alicante    | 25   | Participante de LIDLT 4          | 63 días      | 3.er finalista          |
| Beatriz Retamal    | Valencia    | 28   | Ganadora de GH 17                | 30 días      | 11.ª expulsada          |
| Gabriella Barbu    | Murcia      | 25   | Tentadora de LIDLT 7             | 28 / 16 días | 3.ª / 10.ª expulsada    |
| Julen Muñoz        | Bilbao      | 23   | Tentador de LIDLT 7              | 58 / 14 días | 6.º / 9.º expulsado     |
| Álex Girona        | Alicante    | 23   | Participante de LIDLT 7          | 72 días      | 8.º expulsado           |
| Omar Sánchez       | Las Palmas  | 33   | Exmarido de Anabel Pantoja       | 17 días      | 7.º expulsado           |
| Pilar Llori        | Madrid      | 27   | Concursante de GHVIP 8           | 9 días       | 5.ª expulsada           |
| Miriam Saavedra    | Lima        | 30   | Actriz y personalidad televisiva | 9 días       | 4.ª expulsada           |
| Ana Nicolás        | Murcia      | 24   | Participante de LIDLT 5          | 16 días      | 2.ª expulsada           |
| Manuel Napoli      | Milán       | 30   | Tentador de LIDLT 6              | 12 días      | Expulsión disciplinaria |
| Mariona Ferré      | Tarragona   | 22   | Participante de LIDLT 7          | 22 días      | Expulsión disciplinaria |
| Alba Casillas      | Madrid      | 31   | Tronista de MyHyV                | 16 días      | 1.ª expulsada           |
| Álvaro Álvarez     | Málaga      | 27   | Participante de LIDLT 7          | 9 días       | Abandono                |
| Andrea Bueno       | Málaga      | 19   | Participante de LIDLT 7          | 9 días       | Abandono                |

### Estadísticas semanales
|            | Semana 1 | Semana 1 | Semana 2                    | Semana 2                    | Semana 3           | Semana 3           | Semana 4                      | Semana 4                      | Semana 4                      | Semana 5          | Semana 5          | Semana 6                | Semana 6                | Semana 7             | Semana 7             | Semana 8            | Semana 8            | Semana 9               | Semana 9               | Semana 10                 | Semana 10                 | Semana 11                 | Semana 11                 | Semana 12                     | Semana 12               | Semana 13         | Semana 13         | Semana 14            | Semana 14                                  |
| ---------- | -------- | -------- | --------------------------- | --------------------------- | ------------------ | ------------------ | ----------------------------- | ----------------------------- | ----------------------------- | ----------------- | ----------------- | ----------------------- | ----------------------- | -------------------- | -------------------- | ------------------- | ------------------- | ---------------------- | ---------------------- | ------------------------- | ------------------------- | ------------------------- | ------------------------- | ----------------------------- | ----------------------- | ----------------- | ----------------- | -------------------- | ------------------------------------------ |
| Mayka      |          |          |                             |                             |                    |                    | Entra                         | Nominada                      | Nominada                      | Salvada           | Nominada          | Salvada                 | Nominada                | Salvada              | Nominada             | Salvada             | Inmune              | Salvada                | Inmune                 | Salvada                   | Salvada                   | Nominada                  | Salvada                   | Inmune                        | Salvada                 | Nominada          | Finalista         | Finalista            | Ganadora                                   |
| Julen G.   |          |          |                             |                             |                    |                    |                               |                               |                               | Entra             | Inmune            | Salvado                 | Salvado                 | Salvado              | Salvado              | Salvado             | Salvado             | Salvado                | Salvado                | Salvado                   | Salvado                   | Salvado                   | Inmune                    | Salvado                       | Salvado                 | Finalista         | Finalista         | Finalista            | Segundo                                    |
| Álvaro     |          |          |                             |                             |                    |                    |                               | Ent.                          | Nom.                          | Trastero          | Trastero          | Trastero                | Trastero                | Trastero             | Trastero             | Trastero            | Trastero            | Trastero               | Trastero               | Trastero                  | Regresa                   | Salvado                   | Inmune                    | Salvado                       | Salvado                 | Nominado          | Finalista         | Tercero              |                                            |
| Bea        |          |          |                             |                             |                    |                    |                               |                               |                               |                   |                   |                         |                         |                      |                      |                     |                     | Entra                  | Nominada               | Salvada                   | Salvada                   | Salvada                   | Salvada                   | Nominada                      | Salvada                 | Nominada          | Expulsada         |                      |                                            |
| Gabriella  |          |          | Entra                       | Entra                       | Nominada           | Nominada           | Salvada                       | Inmune                        | Inmune                        | Salvada           | Nominada          | Trastero                | Expulsada               |                      |                      |                     |                     |                        |                        | Repesca                   | Salvada                   | Salvada                   | Nominada                  | Nominada                      | Expulsada               |                   |                   |                      |                                            |
| Julen M.   | Entra    | Salvado  | Salvado                     | Salvado                     | Inmune             | Nominado           | Salvado                       | Nominado                      | Nominado                      | Salvado           | Inmune            | Salvado                 | Inmune                  | Salvado              | Inmune               | Salvado             | Nominado            | Trastero               | Expulsado              | Repesca                   | Inmune                    | Salvado                   | Nominado                  | Expulsado                     |                         |                   |                   |                      |                                            |
| Álex       | Entra    | Nominado | Trastero                    | Trastero                    | Trastero           | Trastero           | Trastero                      | Trastero                      | Trastero                      | Trastero          | Trastero          | Trastero                | Trastero                | Trastero             | Trastero             | Trastero            | Trastero            | Trastero               | Trastero               | Trastero                  | Regresa                   | Nominado                  | Expulsado                 |                               |                         |                   |                   |                      |                                            |
| Omar       |          |          |                             |                             |                    |                    |                               |                               |                               |                   |                   |                         |                         |                      |                      | Entra               | Nominado            | Salvado                | Nominado               | Trastero                  | Expulsado                 |                           |                           |                               |                         |                   |                   |                      |                                            |
| Pilar      |          |          |                             |                             |                    |                    |                               |                               |                               |                   |                   |                         |                         | Entra                | Nominada             | Trastero            | Expulsada           |                        |                        |                           |                           |                           |                           |                               |                         |                   |                   |                      |                                            |
| Miriam     |          |          |                             |                             |                    |                    |                               |                               |                               |                   |                   | Entra                   | Nominada                | Trastero             | Expulsada            |                     |                     |                        |                        |                           |                           |                           |                           |                               |                         |                   |                   |                      |                                            |
| Ana        |          |          |                             |                             | Entra              | Nominada           | Trastero                      | Trastero                      | Trastero                      | Trastero          | Expulsada         |                         |                         |                      |                      |                     |                     |                        |                        |                           |                           |                           |                           |                               |                         |                   |                   |                      |                                            |
| Napoli     |          |          | Entra                       | Entra                       | Nominado           | Inmune             | Exp.discip.                   |                               |                               |                   |                   |                         |                         |                      |                      |                     |                     |                        |                        |                           |                           |                           |                           |                               |                         |                   |                   |                      |                                            |
| Mariona    | Entra    | Nominada | Trastero                    | Trastero                    | Trastero           | Trastero           | Exp.discip.                   |                               |                               |                   |                   |                         |                         |                      |                      |                     |                     |                        |                        |                           |                           |                           |                           |                               |                         |                   |                   |                      |                                            |
| Alba       | Entra    | Salvada  | Salvada                     | Salvada                     | Trastero           | Expulsada          |                               |                               |                               |                   |                   |                         |                         |                      |                      |                     |                     |                        |                        |                           |                           |                           |                           |                               |                         |                   |                   |                      |                                            |
| Álvaro     | Entra    | Salvado  | Abandono                    |                             |                    |                    |                               |                               |                               |                   |                   |                         |                         |                      |                      |                     |                     |                        |                        |                           |                           |                           |                           |                               |                         |                   |                   |                      |                                            |
| Andrea     | Entra    | Nominada | Abandono                    |                             |                    |                    |                               |                               |                               |                   |                   |                         |                         |                      |                      |                     |                     |                        |                        |                           |                           |                           |                           |                               |                         |                   |                   |                      |                                            |
| Eliminados |          |          | Andrea & Álvaro (Abandonos) | Andrea & Álvaro (Abandonos) | Alba 51% (Entre 3) | Alba 51% (Entre 3) | Mariona & Napoli (Expulsados) | Mariona & Napoli (Expulsados) | Mariona & Napoli (Expulsados) | Ana 59% (Entre 3) | Ana 59% (Entre 3) | Gabriella 66% (Entre 3) | Gabriella 66% (Entre 3) | Miriam 74% (Entre 3) | Miriam 74% (Entre 3) | Pilar 79% (Entre 3) | Pilar 79% (Entre 3) | Julen M. 63% (Entre 3) | Julen M. 63% (Entre 3) | Omar* Más votos (Entre 3) | Omar* Más votos (Entre 3) | Álex* Más votos (Entre 2) | Álex* Más votos (Entre 2) | Julen M.* Más votos (Entre 2) | Gabriella 69% (Entre 2) | Bea 60% (Entre 3) | Bea 60% (Entre 3) | Álvaro 15% (Entre 3) | Mayka 63% (Entre 2) Julen G. 37% (Entre 2) |

(*) El programa no dio a conocer los porcentajes de expulsión en esta gala.

## Los vecinos de la casa de al lado(2025)
31 de marzo de 2025 - 23 de junio de 2025 (84 días)
|                 | Procedencia | Edad | Conocido por ser…       | Duración     | Información                  |
| --------------- | ----------- | ---- | ----------------------- | ------------ | ---------------------------- |
| Maica Benedicto | Murcia      | 26   | Concursante de GH 19    | 49 días      | Ganadora (60%)               |
| Sthefany Pérez  | Las Palmas  | 26   | Participante de LIDLT 8 | 84 días      | 2.ª finalista (40%)          |
| Gerard Arias    | Ciudad Real | 32   | Participante de LIDLT 8 | 84 días      | 3.er finalista               |
| Albert Barranco | Barcelona   | 30   | Tronista de MyHyV       | 42 días      | 9.º expulsado                |
| Gabriella Barbu | Murcia      | 27   | Tentadora de LIDLT 7    | 21 días      | 8.ª expulsada                |
| Mayeli Díaz     | Valencia    | 27   | Tentadora de LIDLT 8    | 44 / 14 días | 3.ª / 7.ª expulsada          |
| Tadeo Corrales  | Sevilla     | 31   | Participante de LIDLT 8 | 35 días      | 6.º expulsado                |
| Érika Portillo  | Sevilla     | 23   | Tentadora de LIDLT 8    | 9 días       | 5.ª expulsada                |
| Andrea Arpal    | Barcelona   | 28   | Participante de LIDLT 8 | 21 días      | 4.ª expulsada                |
| Claudia Sánchez | Málaga      | 27   | Tentadora de LIDLT 8    | 30 días      | 2.ª expulsada                |
| Aída Vila       | Pontevedra  | 29   | Tentadora de LIDLT 8    | 14 días      | 1.ª expulsada                |
| Álvaro Rubio    | Ciudad Real | 27   | Participante de LIDLT 8 | 21 días      | Expulsión disciplinaria      |
| Bayan Al Masri  | Mallorca    | 23   | Participante de LIDLT 8 | 21 días      | Expulsión disciplinaria      |
| Alba Rodríguez  | Alicante    | 24   | Participante de LIDLT 8 | 7 días       | Expulsión disciplinaria      |
| Aspirantes      |             |      |                         |              |                              |
| Álex Girona     | Alicante    | 25   | Participante de LIDLT 7 | 2 días       | Eliminado frente a Gabriella |

### Estadísticas semanales
| Maica      |       |          |                  |                  |          |          |                           |                           |                           |                              |                              | Entra                           | Nominada                        | Trastero                       | Trastero                       | Trastero             | Trastero             | Trastero            | Trastero            | Trastero            | Trastero            | Trastero            | Regresa | Nominada | Nominada             | Nominada                | Finalista            | Finalista            | Ganadora                                   |  |  |  |  |  |  |  |  |  |  |  |  |  |  |  |  |  |  |
| Sthefany   | Entra | Salvada  | Salvada          | Nominada         | Salvada  | Nominada | Salvada                   | Nominada                  | Nominada                  | Salvada                      | Nominada                     | Salvada                         | Nominada                        | Salvada                        | Nominada                       | Salvada              | Nominada             | Salvada             | Nominada            | Nominada            | Salvada             | Salvada             | Exenta  | Nominada | Nominada             | Nominada                | Finalista            | Finalista            | Segunda                                    |  |  |  |  |  |  |  |  |  |  |  |  |  |  |  |  |  |  |
| Gerard     | Entra | Nominado | Salvado          | Nominado         | Salvado  | Nominado | Trastero                  | Rep.                      | Inm.                      | Salvado                      | Inmune                       | Salvado                         | Inmune                          | Salvado                        | Nominado                       | Salvado              | Inmune               | Salvado             | Inmune              | Inmune              | Salvado             | Inmune              | Exento  | Inmune   | Inmune               | Finalista               | Finalista            | Tercero              |                                            |  |  |  |  |  |  |  |  |  |  |  |  |  |  |  |  |  |  |
| Albert     |       |          |                  |                  |          |          |                           |                           |                           |                              |                              |                                 |                                 | Entra                          | Inmune                         | Salvado              | Nominado             | Salvado             | Nominado            | Nominado            | Trastero            | Trastero            | Regresa | Inmune   | Nominado             | Nominado                | Expulsado            |                      |                                            |  |  |  |  |  |  |  |  |  |  |  |  |  |  |  |  |  |  |
| Gabriella  |       |          |                  |                  |          |          |                           |                           |                           |                              |                              |                                 |                                 |                                |                                |                      |                      | Aspirante           | Ent.                | Inm.                | Salvada             | Salvada             | Exenta  | Nominada | Nominada             | Expulsada               |                      |                      |                                            |  |  |  |  |  |  |  |  |  |  |  |  |  |  |  |  |  |  |
| Mayeli     | Entra | Nominada | Salvada          | Nominada         | Trastero | Trastero | Trastero                  | Trastero                  | Trastero                  | Trastero                     | Trastero                     | Trastero                        | Trastero                        | Trastero                       | Expulsada                      |                      |                      |                     |                     |                     | Repesca             | Salvada             | Exenta  | Nominada | Expulsada            |                         |                      |                      |                                            |  |  |  |  |  |  |  |  |  |  |  |  |  |  |  |  |  |  |
| Tadeo      |       |          |                  |                  |          |          |                           |                           |                           | Entra                        | Nominado                     | Trastero                        | Trastero                        | Trastero                       | Trastero                       | Trastero             | Trastero             | Trastero            | Trastero            | Trastero            | Trastero            | Expulsado           |         |          |                      |                         |                      |                      |                                            |  |  |  |  |  |  |  |  |  |  |  |  |  |  |  |  |  |  |
| Érika      |       |          |                  |                  |          |          |                           |                           |                           |                              |                              |                                 |                                 |                                |                                | Entra                | Nominada             | Trastero            | Expulsada           | Expulsada           |                     |                     |         |          |                      |                         |                      |                      |                                            |  |  |  |  |  |  |  |  |  |  |  |  |  |  |  |  |  |  |
| Andrea     |       |          |                  |                  |          |          |                           |                           |                           | Entra                        | Nominada                     | Salvada                         | Nominada                        | Salvada                        | Nominada                       | Trastero             | Expulsada            |                     |                     |                     |                     |                     |         |          |                      |                         |                      |                      |                                            |  |  |  |  |  |  |  |  |  |  |  |  |  |  |  |  |  |  |
| Claudia    |       |          | Entra            | Inmune           | Salvada  | Inmune   | Salvada                   | Nominada                  | Nominada                  | Trastero                     | Trastero                     | Trastero                        | Expulsada                       |                                |                                |                      |                      |                     |                     |                     |                     |                     |         |          |                      |                         |                      |                      |                                            |  |  |  |  |  |  |  |  |  |  |  |  |  |  |  |  |  |  |
| Aída       |       |          |                  |                  |          |          | Entra                     | Nominada                  | Nominada                  | Trastero                     | Expulsada                    |                                 |                                 |                                |                                |                      |                      |                     |                     |                     |                     |                     |         |          |                      |                         |                      |                      |                                            |  |  |  |  |  |  |  |  |  |  |  |  |  |  |  |  |  |  |
| Álvaro     | Entra | Inmune   | Salvado          | Salvado          | Salvado  | Salvado  | Exp.discip.               |                           |                           |                              |                              |                                 |                                 |                                |                                |                      |                      |                     |                     |                     |                     |                     |         |          |                      |                         |                      |                      |                                            |  |  |  |  |  |  |  |  |  |  |  |  |  |  |  |  |  |  |
| Bayan      | Entra | Nominada | Salvada          | Nominada         | Salvada  | Nominada | Exp.discip.               |                           |                           |                              |                              |                                 |                                 |                                |                                |                      |                      |                     |                     |                     |                     |                     |         |          |                      |                         |                      |                      |                                            |  |  |  |  |  |  |  |  |  |  |  |  |  |  |  |  |  |  |
| Alba       | Entra | Nominada | Exp.discip.      |                  |          |          |                           |                           |                           |                              |                              |                                 |                                 |                                |                                |                      |                      |                     |                     |                     |                     |                     |         |          |                      |                         |                      |                      |                                            |  |  |  |  |  |  |  |  |  |  |  |  |  |  |  |  |  |  |
| Álex       |       |          |                  |                  |          |          |                           |                           |                           |                              |                              |                                 |                                 |                                |                                |                      |                      | Aspirante           | Eliminado           | Eliminado           |                     |                     |         |          |                      |                         |                      |                      |                                            |  |  |  |  |  |  |  |  |  |  |  |  |  |  |  |  |  |  |
| Eliminados |       |          | Alba (Expulsada) | Alba (Expulsada) |          |          | Álvaro Bayan (Expulsados) | Álvaro Bayan (Expulsados) | Álvaro Bayan (Expulsados) | Aída (Menos votos) (Entre 3) | Aída (Menos votos) (Entre 3) | Claudia (Menos votos) (Entre 3) | Claudia (Menos votos) (Entre 3) | Mayeli (Menos votos) (Entre 3) | Mayeli (Menos votos) (Entre 3) | Andrea 21% (Entre 3) | Andrea 21% (Entre 3) | Érika 11% (Entre 3) | Érika 11% (Entre 3) | Érika 11% (Entre 3) | Tadeo 14% (Entre 3) | Tadeo 14% (Entre 3) |         |          | Mayeli 29% (Entre 2) | Gabriella 32% (Entre 2) | Albert 17% (Entre 3) | Gerard 10% (Entre 3) | Maica 60% (Entre 2) Sthefany 40% (Entre 2) |  |  |  |  |  |  |  |  |  |  |  |  |  |  |  |  |  |  |

## Palmarés
| Edición                             | Fecha de emisión | Presentador    | Cadena             | Ganador         | Subcampeón         | Tercera posición |
| ----------------------------------- | ---------------- | -------------- | ------------------ | --------------- | ------------------ | ---------------- |
| Los vecinos de la casa de al lado 1 | 2024             | Cristina Boscá | Mediaset Infinity+ | Mayka Rivera    | Julen de la Guerra | Álvaro Boix      |
| Los vecinos de la casa de al lado 2 | 2025             | Iban García    | Mediaset Infinity+ | Maica Benedicto | Sthefany Pérez     | Gerard Arias     |

## Concursantes en otros programas
- Supervivientes
  - Miriam Saavedra - Decimoquinta edición - 5.ª expulsada
  - Beatriz Retamal - Decimonovena edición - 1.ª expulsada
  - Albert Barranco - Decimonovena edición - 12.º expulsado
  - Omar Sánchez - Vigésima edición - 9.º expulsado
- Gran Hermano
  - Beatriz Retamal - Decimoséptima edición - Ganadora
  - Maica Benedicto - Decimonovena edición - 13.ª expulsada
- Gran Hermano VIP
  - Miriam Saavedra - Sexta edición - Ganadora
  - Pilar Llori - Octava edición - 3.ª / 12.ª expulsada
- Gran Hermano Dúo
  - Mayka Rivera - Segunda edición (2024) - 5.ª finalista
  - Maica Benedicto - Tercera edición (2025) - 2.ª finalista
- La isla de las tentaciones
  - Mayka Rivera - Segunda temporada - Pareja
  - Álvaro Boix - Cuarta, quinta y séptima temporada - Pareja / Soltero
  - Ana Nicolás - Quinta temporada - Pareja
  - Manuel Napoli - Sexta y séptima temporada - Soltero
  - Alba Casillas - Séptima temporada - Pareja
  - Álex Girona - Séptima temporada - Pareja
  - Álvaro Álvarez - Séptima temporada - Pareja
  - Andrea Bueno - Séptima temporada - Pareja
  - Gabriella Barbu - Séptima y octava temporada - Soltera
  - Julen Muñoz - Séptima temporada - Soltero
  - Mariona Ferré - Séptima temporada - Pareja
  - Alba Rodríguez - Octava temporada - Pareja
  - Aída Vila - Octava temporada - Soltera
  - Álvaro Rubio - Octava temporada - Pareja
  - Andrea Arpal - Octava temporada - Pareja
  - Bayan Al Masri - Octava temporada - Pareja
  - Claudia Sánchez - Octava temporada - Soltera
  - Érika Portillo - Octava temporada - Soltera
  - Gerard Arias - Octava temporada - Pareja
  - Mayeli Díaz - Octava temporada - Soltera
  - Sthefany Pérez - Octava temporada - Pareja
  - Tadeo Corrales - Octava temporada - Pareja
- Mujeres y Hombres y Viceversa
  - Alba Casillas - Tronista (2016)
  - Albert Barranco - Tronista (2017)
  - Julen de la Guerra - Tronista (2021)
- Secret Story: La casa de los secretos
  - Julen de la Guerra - Primera edición (2021) - 13.er expulsado
- La última tentación
  - Mayka Rivera - Primera edición - Pareja
- Pesadilla en El Paraíso
  - Omar Sánchez - Primera edición (2022) - 12.º expulsado
  - Beatriz Retamal - Primera edición (2022) - 2.ª finalista
- Baila Conmigo
  - Álvaro Boix - Protagonista (2022)
  - Mayka Rivera - Protagonista (2022)
  - Álvaro Rubio - Candidato (2022)